# Fourchambault
Fourchambault is een gemeente in het Franse departement Nièvre (regio Bourgogne-Franche-Comté). De gemeente telde 4.019 inwoners op 1 januari 2022. De plaats maakt deel uit van het arrondissement Nevers.

## Geschiedenis
De plaats is maar ontstaan vanaf 1820, toen ingenieur Georges Dufaud en zakenman Louis Boigues hier aan de oever van de Loire hoogovens bouwden. Door de snelle ontwikkeling van de plaats met arbeiderswoningen en scholen, werd in 1855 beslist tot oprichting van de gemeente Fourchambault uit delen van de gemeenten Garchizy, Marzy en Varennes-Vauzelles. In 1950 werd de fabriek ACMA (Ateliers de construction de motocycles et d’automobiles) opgericht waar Vespa-bromfietsen en -auto's (Vespa 400) werden geproduceerd. In 1958 stelde deze fabriek tot 2.800 mensen tewerk. Daarna liep de productie terug en eind 1962 sloot de ACMA-fabriek de deuren.

## Geografie
De oppervlakte van Fourchambault bedroeg op 1 januari 2022 4,55 vierkante kilometer; de bevolkingsdichtheid was toen 883,3 inwoners per km².
De onderstaande kaart toont de ligging van Fourchambault met de belangrijkste infrastructuur en aangrenzende gemeenten.

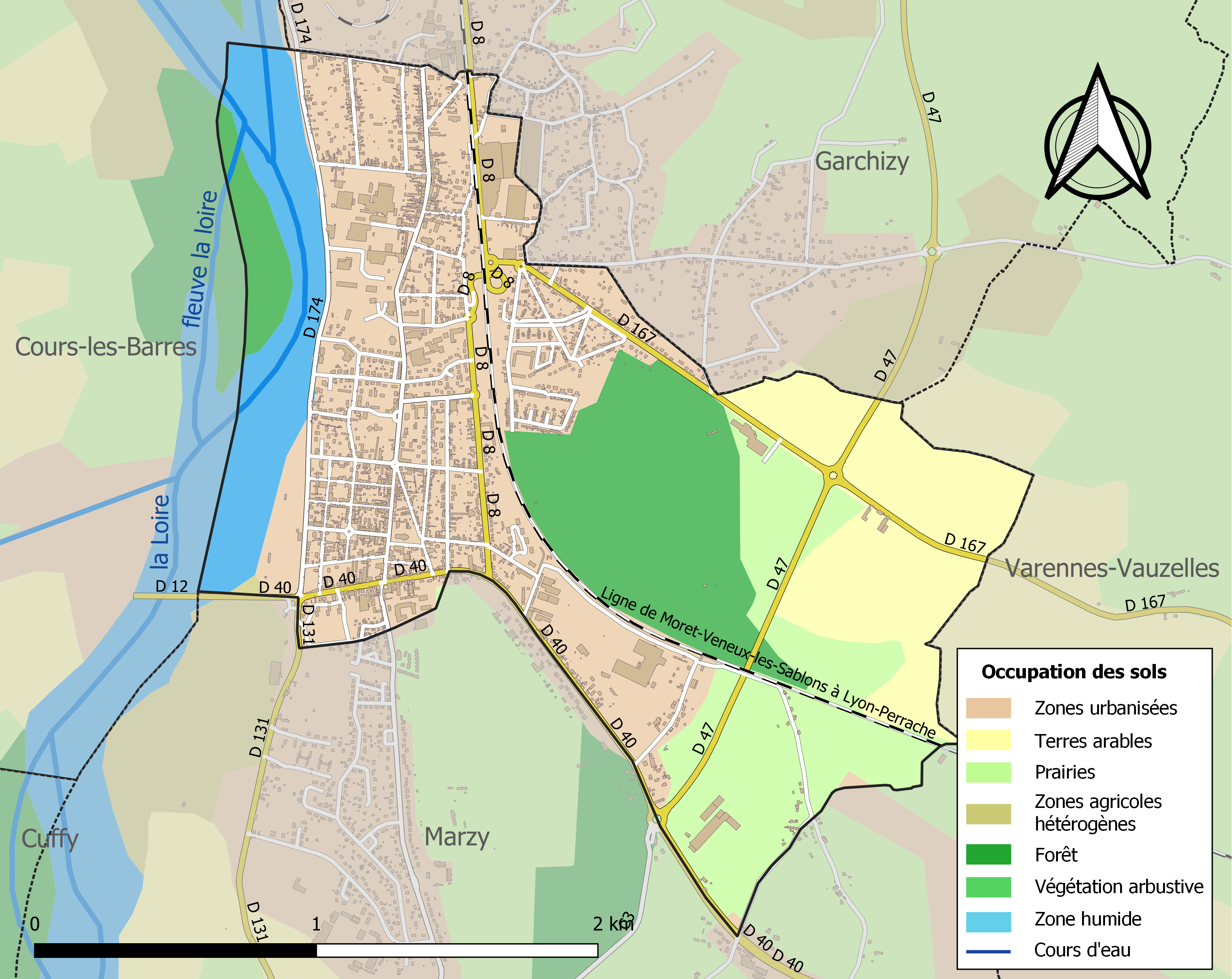

## Demografie
Onderstaande figuur toont het verloop van het inwonertal (bron: INSEE-tellingen).

## Geboren
- Miguel Martinez (19 juli 1976), mountainbiker, veldrijder en wielrenner